# Zalasiinae
De Zalasiinae zijn een onderfamilie van krabben (Brachyura) uit de familie Xanthidae.

## Geslachten
De Zalasiinae omvatten de volgende geslachten:
- Banareia A. Milne-Edwards, 1869
- Calvactaea Ward, 1933
- Zalasius Rathbun, 1897